# Euphorbia fuscolanata
Euphorbia fuscolanata är en törelväxtart som beskrevs av Alexander Gilli. Euphorbia fuscolanata ingår i släktet törlar, och familjen törelväxter. Inga underarter finns listade i Catalogue of Life.